# Germán Vargas Cantillo
Germán Vargas Cantillo fue un escritor, periodista y crítico literario colombiano que dejó una huella imborrable en la cultura nacional. Nacido en Barranquilla en 1919, se convirtió en una figura clave del "Grupo de Barranquilla", un círculo de intelectuales que revolucionó la literatura colombiana del siglo XX. Su familia se trasladó a Bucaramanga, donde vivió hasta la adolescencia. Tras la muerte de su padre, regresó a Barranquilla a los 17 años para probar suerte y ayudar a su familia. Vargas Cantillo era conocido por su aguda crítica literaria, que lo llevó a descubrir y apoyar a jóvenes talentos como Gabriel García Márquez. Su ojo crítico y su pasión por las letras lo convirtieron en un referente para las nuevas generaciones de escritores.

## Carrera en los medios
Vargas Cantillo inició su recorrido en los medios de comunicación a una temprana edad.
Todo empieza a los 17 años al convertirse en locutor de noticieros difusores de información nacional e internacional como La Voz Barranquilla y Emisora Atlántico, las primeras emisoras comerciales en Colombia. Estos noticieros, eran transmitidos por altavoces callejeros debido a que en aquella época pocos contaban con un radio en sus casas. Principalmente solía informar a través de ellos las guerras disputadas internacionalmente en esa época.
Tiempo después, fue corresponsal de la revista Semana en Barranquilla. También, en su historial, se encuentra el cargo de director en la revista Visión y el semanario Encuentro Liberal. Además, fue autor de gran parte de las crónicas expuestas en la revista cultural Voces de Barranquilla.

### Instituto Nacional de Radio y Televisión en Colombia (Inravisión)
En 1979, Vargas Cantillo se convirtió en director del Instituto Nacional de Radio y Televisión en Colombia (Inravisión), por ende toma el mando de la Televisora Nacional de Colombia y la Radio Nacional de Colombia.
Durante su dirección, Germán tuvo como objetivo principal aumentar el impacto cultural por medio de los contenidos difundidos y llegar a una audiencia más amplia sin comprometer sus valores culturales. Asimismo, aseguró la preservación de estos medios como fuente educativa manteniendo la transmisión de contenidos de alta calidad.
Este importante acontecimiento coincidió con la introducción del color en la televisión colombiana, un proceso que se desarrolló en un contexto de tensiones entre el gobierno, las programadoras privadas y los sindicatos de medios públicos. En este entorno, Vargas Cantillo desempeñó un papel clave en la gestión de este proceso.
Aunque la presencia de estos conflictos tensionaba el ambiente nacional, la primera transmisión de este hecho novedoso el 1 de diciembre de 1979 producido por Inravisión con dos programas compuestos por intervenciones del presidente de la época Julio Cesar Turbay Ayala y el ministro José Manuel Arias Carrizosa, fue todo un existo. Y, a pesar de no haber tenido una cobertura nacional completa; fue considerado un hito innovador en el ámbito tecnológico colombiano, destacó en el contexto televisivo nacional y marcó los patrones de consumo dentro de la industria.

### El Heraldo y El Nacional
Luego de su participación en estas importantes emisoras, Germán Vargas Cantillo empezó a trabajar en los periódicos El Nacional y luego en El Heraldo como columnista. Allí escribía reseñas e informaba acerca de temas y lanzamientos culturales y artísticos como la música, la literatura y el cine. Un ejemplo de esto es la columna titulada “Cortázar en Barranquilla”. Después de un tiempo renunció a estos cargos.
Posteriormente, en 1980, cuando su hijo Mauricio Vargas Linares empezó a trabajar como reportero de El Heraldo, Germán se reintegró con su columna diaria titulada “Un día más”. Además de ser fuente de recomendaciones para los nuevos periodistas del periódico, dispuesto a escuchar siempre con una gran sonrisa y ayudar en lo que fuera necesario.

## Legado

### Grupo de Barranquilla
Germán Vargas Cantillo hacía parte del Grupo de Barranquilla. Este grupo estaba conformado por él y otros grandes representantes actualmente conocidos como Gabriel García Márquez, Álvaro Cepeda Samudio, Alejandro Obregón, entre otros. Estos personajes estructuraban un grupo de periodistas y escritores que hacían reuniones en el bar La Cueva, donde discutían el arte, la literatura y los eventos del mundo. Allí no sólo se cosechaban grandes amistades, sino que también fue escenario de inspiración para grandes obras que luego se materializarían como Cien años de Soledad de Gabriel García Márquez.
Con el fin de difundir su obras, entre 1940 y 1950, el Grupo de Barranquilla fundó el semanario Crónica, este espacio funcionó como aporte cultural por parte de este grupo para la capital atlántica.

### Ciudad Barranquilla
En 2019, Barranquilla realiza un homenaje para Germán Vargas con el fin de conmemorar su contribución a los medios de comunicación en Colombia, especialmente en Barranquilla. Entre los principales autores de este evento se encontraban su familia y el periódico El Heraldo. Después, la ciudad también llamó una calle como él, exhibió una placa en su honor ubicada en el bar La Cueva y a lo largo de los años ha realizado actividades culturales en su nombre.